# Jo Jo Dancer, Your Life Is Calling
Jo Jo Dancer, Your Life Is Calling è un film statunitense del 1986 scritto, prodotto e diretto da Richard Pryor, al debutto come regista e sola sua opera cinematografica in tale ruolo.
Parzialmente autobiografico, il film racconta la storia di Jo Jo Dancer, un popolare stand-up comedian, che ha riportato gravi ustioni a causa di un incidente mentre fumava cristalli di cocaina.

## Trama
Mentre Dancer giace ricoverato in ospedale in coma, il suo alter ego spirituale rivisita la sua vita, dall'essere cresciuto in una casa di tolleranza da bambino all'avere lottato per arrivare al successo come comico. Tuttavia, il successo lo ha portato a un ampio uso di droghe e ad essere un donnaiolo. Non è in grado di gestire qualsiasi relazione, compresi i suoi matrimoni. Lo spirito di Jo Jo osserva e tenta di convincere il suo sé passato a porre fine al ciclo di autodistruzione.

## Produzione
Le scene iniziali del film furono girate a Peoria, Illinois, città natale di Pryor.

## Accoglienza

### Critica
Jo Jo Dancer, Your Life is Calling è stato accolto da recensioni contrastanti da parte della critica. Sull'aggregatore di recensioni Rotten Tomatoes ha un indice di gradimento del 53% basato su 15 recensioni.

## Riconoscimenti
- 1987 - Young Artist Award
  - Candidatura alla Exceptional Performance by a Young Actor, Supporting Role, Feature Film - Comedy, Fantasy or Drama per E'Lon Cox

## Riferimenti in altri media
- Il titolo del film è menzionato nei testi delle canzoni The Spark di Afrojack (2013) e Downward Spiral di Danny Brown (2016).
- Nella serie televisiva animata Archer, il film è citato nell'ottavo episodio della settima stagione, intitolato Pasto liquido.